# الیزابت آلن
الیزابت آلن (انگلیسی: Elizabeth Allan; ۹ آوریل ۱۹۱۰ – ۲۷ ژوئیهٔ ۱۹۹۰) هنرپیشه اهل انگلستان بود. وی بین سال‌های ۱۹۳۱ تا ۱۹۶۷ میلادی فعالیت می‌کرد.

## بخشی از فیلمشناسی
- سایه (۱۹۳۳)
- پزشکان (۱۹۳۴)
- دیوید کاپرفیلد (۱۹۳۵)
- داستان دو شهر (۱۹۳۵)
- کمیل (۱۹۳۶)